# Melilotus segetalis
Melilotus segetalis é uma espécie de planta com flor pertencente à família Fabaceae. 
A autoridade científica da espécie é (Brot.) Ser., tendo sido publicada em Prodromus Systematis Naturalis Regni Vegetabilis 2: 187. 1825.
Os seus nomes comuns são anafe ou anafe-maior.

## Portugal
Trata-se de uma espécie presente no território português, nomeadamente em Portugal Continental e no Arquipélago da Madeira.
Em termos de naturalidade é nativa de Portugal Continental de introduzida no Arquipélago da Madeira.

## Protecção
Não se encontra protegida por legislação portuguesa ou da Comunidade Europeia.